# Хрещення вірян
Хрещення вірян або хрещення віри (також зване свідоме хрещення) — це християнський обряд хрещення Церкви вірних. Він означає досвід духовного оновлення, через який віруюча людина, після нового народження і сповідування віри, вирішує прийняти хрещення. Це центральний момент євангельського християнства і одна з його головних відмінних рис. Це хрещення зазвичай здійснюється шляхом занурення або аффузією (обливанням водою охрещуваного). Хрещення віруючих часто називають «хрещенням дорослих», оскільки повне усвідомлення віри, яке є передумовою хрещення, не може існувати до досягнення мінімального віку, відомого як «вік відповідальності», хоча цей вік не обов'язково збігається з віком громадянського повноліття.

## Історія
У Новому Завіті чітко описано лише хрещення віри, хоча не можна виключати, що домашні хрещення в Новому Завіті також включали в себе хрещення дітей. У ранній церкві хрещення немовлят було звичайною справою. Хрещення дорослих відбувалося в основному при наверненні з іншої релігії в християнство, але також у випадку нащадків батьків-християн, таких як Августин. Під час християнських місій також траплялися поодинокі випадки примусового хрещення.
Починаючи з XVI століття, були зроблені зусилля, щоб сприяти хрещенню віруючих. У період Реформації саме анабаптистський рух спричинив появу менонітів, амішів та гуттеритів. Перші унітарії в Речі Посполитій також були анабаптистами. У XVII столітті сформувалися баптисти, які вийшли з англійського пуританізму, а у XVIII столітті — дункери, які вийшли з радикального пієтизму. Пізніше з'явилися інші церкви та вільні церкви, такі як адвентисти. Але навіть у протестантських церквах, які практикують хрещення немовлят, з другої половини XX століття спостерігається зростання кількості хрещень підлітків і дорослих. У секуляризованих суспільствах Європи хрещення дорослих також знову відіграє більшу роль, оскільки багато людей більше не належать до християнської церкви, і тому багато дітей не були охрещені.